# Alter Schlachthof (Frankenthal)
Der ehemalige Schlachthof in der pfälzischen Stadt Frankenthal (Rheinland-Pfalz) wird heute offiziell Zentrum Alter Schlachthof, vor Ort meist Alter Schlachthof genannt. Er gehört aufgrund seines Alters und seiner Größe zu den bedeutenden Gebäudeensembles der Stadt. Die Anlage wirkt mit ihren großen quaderförmigen Putzbauten trotz unterschiedlicher Erstellungszeiten recht einheitlich und steht unter Denkmalschutz.

## Geographische Lage
Das Ensemble liegt auf etwa 93 m ü. NHN nordöstlich außerhalb des historischen Stadtkerns an der Nordseite der Mörscher Straße, die zum gleichnamigen Stadtteil führt.

## Geschichte

### Bis zum Ende des Zweiten Weltkriegs
Bereits in den 1860er Jahren wurde der Bau eines Schlachthauses in Frankenthal angeregt. Der Antrag der Stadt an die damals zuständige königlich-bayerische Regierung erfolgte am 24. Juli 1871. Die Genehmigung zum Bau wurde allerdings erst am 1. Oktober 1885 erteilt.
Der Schlachthof wurde am 29. Oktober 1888 als städtische Einrichtung eingeweiht. Auf alten Stadtplänen ist jedoch zu erkennen, dass die ersten Gebäude auf dem Gelände schon Mitte des 19. Jahrhunderts an dieser Stelle erbaut worden waren. Der Eröffnungsfeier blieben die Metzger der Stadt, obwohl sie alle persönlich eingeladen worden waren, aus Protest fern. Ihnen missfiel die ab der Eröffnung des Schlachthauses geltende neue „Schlachthaus- und Fleischverkaufsordnung“; diese bestimmte, maßgeblich aus Gründen der Hygiene, dass Tiere nur noch in den Räumen des Schlachthauses geschlachtet werden durften. Private Schlachthäuser auf Frankenthaler Gemarkung waren nur noch für Pferde gestattet. Von außerhalb nach Frankenthal eingebrachtem Frischfleisch legte man eine Gebühr auf.
Aufgabe des Schlachthofs war nicht nur, für die Metzgereien der Stadt die zum Genuss durch Menschen bestimmten Tiere zu schlachten. Hier fanden auch die im Rahmen der staatlichen Gesetze vorgeschriebenen Fleischuntersuchungen statt, wodurch die Übertragung von Krankheiten vom Tier auf den Menschen und die Verbreitung von Tierseuchen durch infektiöses Fleisch verhindert werden sollte.

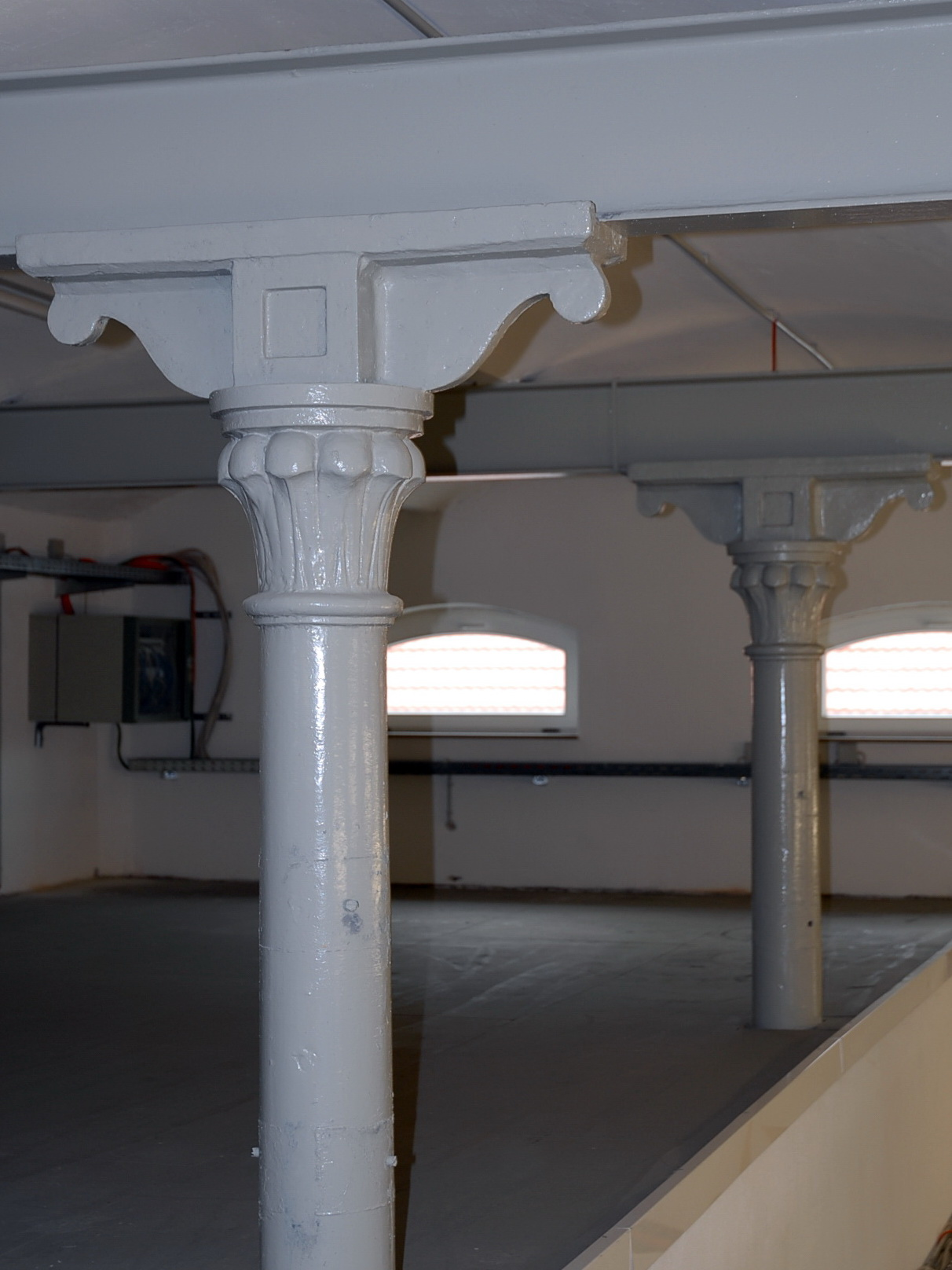
Gusseiserne Säulen der ehemaligen Schlachthalle

Nachdem um 1900 ein neues Verwaltungsgebäude errichtet worden war, wurde das Gelände 1927 mit einer Eiserzeugungs-Anlage erweitert und in den Jahren 1938/39 die Schlachthofanlage erheblich ausgebaut und modernisiert. So wurden auf dem Gelände Dienstwohnungen für dort beschäftigte städtische Beamte gebaut. Ferner wurde eine Schlachthalle für Kälber eingerichtet und eine für Schweine neu gebaut, deren gusseiserne Säulen bis heute erhalten sind. Das ebenfalls neue Kühl- und Gefrierhaus wies eine Lagerfläche von 544 m² auf, sein Boden konnte mit 1 t/m² belastet werden. Die Temperatur des Kühlhauses wurde ganzjährig zwischen minus 15 und minus 20 °C gehalten.
Die Neu- und Ausbaukosten beliefen sich auf 575.000 RM. Außer einem Darlehen von 365.000 RM, das einen Schuldendienst von 20.075 RM verursachte, waren keine Bauschulden vorhanden; denn der ursprünglich kalkulierte Fehlbetrag konnte bereits 1939 beim Abschluss der Erweiterung aus Betriebsüberschüssen und einem Reichszuschuss gedeckt werden. Trotz erhöhter Ausgaben infolge des vergrößerten Betriebes wurden die Schlachthofgebühren beibehalten, obwohl sie schon vorher zu den niedrigsten in der Pfalz zählten und bis zum Jahr 1937 keinerlei Rücklagen gebildet worden waren.
Als Kantine diente dem Schlachthof die Gemeinschaftsküche des nahegelegenen Feierabendhauses.
Die Schlachthofanlage wurde nicht nur von den Metzgern der Stadt genutzt, sondern bediente zeitweise auch etliche Dörfer des Umlandes. Sie war so groß ausgelegt, dass sie ohne weitere Baumaßnahmen auch die doppelte Bevölkerungszahl hätte mit Fleisch versorgen können. In den Zeiten der höchsten Auslastung wurden jährlich bis zu 14.000 Tiere geschlachtet. Dass der Schlachthof als Reichsdepot beträchtliche Mengen Fleisch für den Gau Westmark vorrätig halten konnte, erwies es sich gerade in der Zeit des Zweiten Weltkriegs als vorteilhaft. Damals wurden im Schlachthofbetrieb auch Kriegsgefangene beschäftigt. Von Kriegsschäden blieb das Gelände weitgehend verschont, sogar während der verheerenden Bombardierung Frankenthals am 23. September 1943, als die Innenstadt zu 90 % zerstört wurde.

### Nach dem Zweiten Weltkrieg
Im März 1950 wurden anstehende Investitionen zurückgestellt. Weil viele Landmetzgereien nicht mehr im Schlachthof, sondern an ihrem Standort schlachteten, waren die Schlachtziffern beim Großvieh zurückgegangen. Waren im August 1949 noch 134 Stück Großvieh verarbeitet worden, so wies der Schlachthof im Januar und Februar 1950 nur noch einen monatlichen Schnitt von 70 Stück auf. Zu dieser Entwicklung dürfte auch der für damalige Verhältnisse hohe Rindfleischpreis beigetragen haben. Um den Rückgang zu kompensieren, wurden monatelang durchschnittlich 35 bis 40 Pferde geschlachtet.
Am 9. Oktober 1960 wurden die Bewohner der Stadt zu einem Tag der offenen Tür eingeladen. In diesem Jahr hatte der Schlachthof einen Etat von etwa 300.000 DM. Der monatliche Schlachtungsdurchschnitt betrug 1.000 Schweine, 130 Stück Großvieh und 60 Kälber. Trotz der Rückgänge wurden 1960 noch einmal Investitionen getätigt: Die Schlachthallen wurden mit einer Entnebelungs- und Klimaanlage ausgerüstet, die alte Heißwasserbereitungsanlage durch eine neue ersetzt und ein Transformatorenhaus zwecks Umstellung von 110 auf 220 V gebaut. Schlagzeilen in der Presse machte im Januar 1962 eine Münsterländer Herdbuchkuh mit einem Rekordgewicht von 1010 kg, die ein Metzger aus Mannheim auf dem Schlachthof in Frankenthal erwarb.
Bereits im August 1965 wurde angekündigt, dass der Schlachthof 1973 geschlossen werde. Ursächlich waren Nachwuchsschwierigkeiten, der ab 1973 anstehende Abbau der Ausgleichsabgabe und der zunehmende Personalaufwand durch den sogenannten Totversand. So bezeichneten Fachkreise den Umstand, dass Fleischereibetriebe eigenes Personal abbauten und sich von den Schlachthöfen bereits bedarfsgerecht zerlegte Tiere anliefern ließen. Die Empfehlung zur Schließung des Schlachthofs in Frankenthal sprach das rheinland-pfälzische Landwirtschaftsministerium aus. Die Tätigkeiten und das Personal sollten vom Schlachthof in Ludwigshafen am Rhein übernommen werden. Dagegen wehrten sich die Frankenthaler Metzger, weil sie befürchteten, dass ihre Ware dann nicht mehr so frisch wie bisher in die Theke kämen und es Kapazitätsschwierigkeiten im ohnehin schon fast gänzlich ausgelasteten Schlachthof in Ludwigshafen geben werde. Die Proteste blieben jedoch vergeblich.
Nach dem Auszug der Schlachter im Dezember 1972 nutzten das städtische Betriebsamt und die Freiwillige Feuerwehr das Gelände. Schon in dieser Phase wurden einige Gebäude modifiziert und teilweise umgebaut.

### Heutige Nutzung

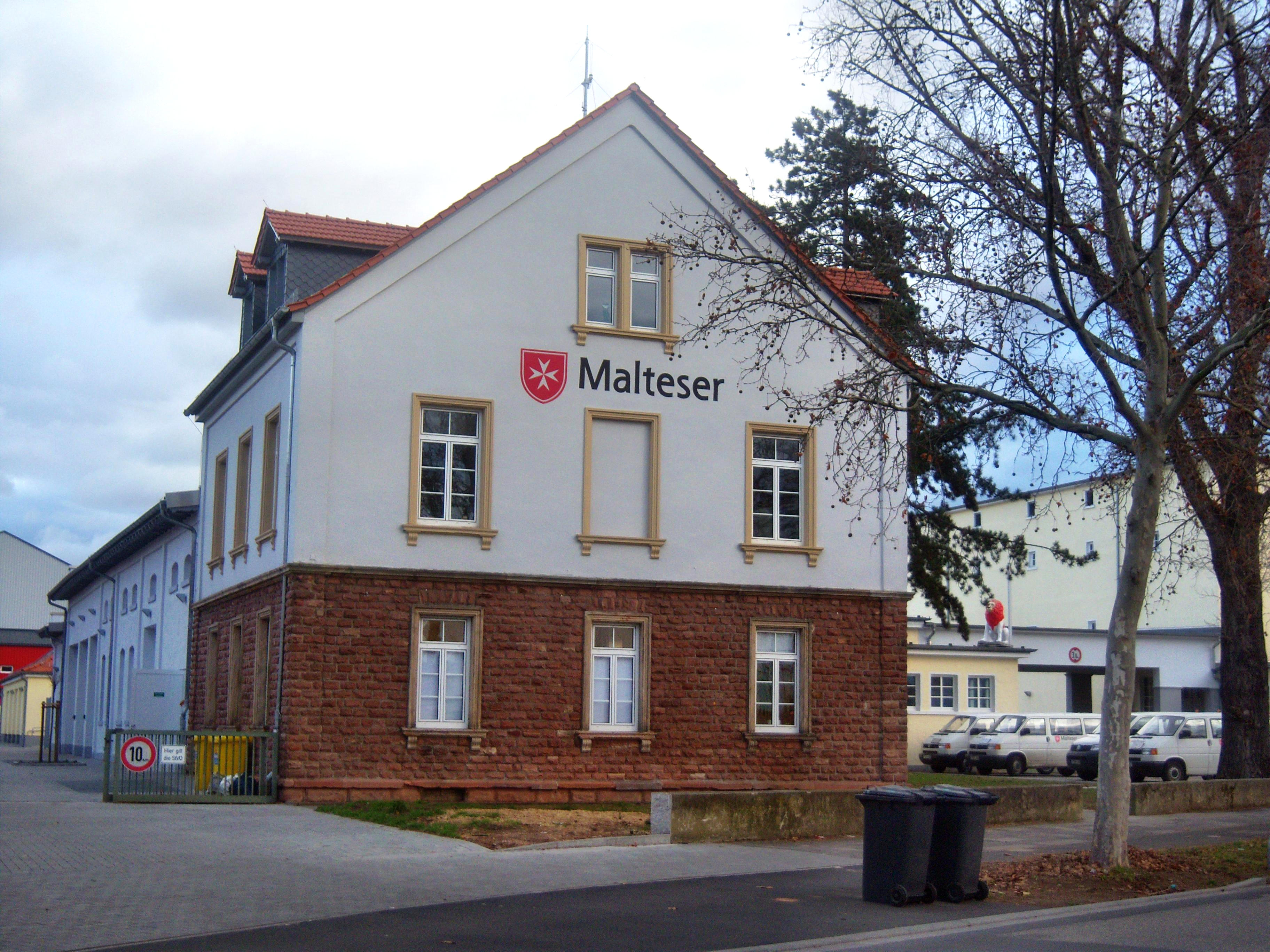
Heutiges Malteser-Hauptgebäude von der Mörscher Straße aus

Im Sommer 2001 entschied der Stadtrat, das Gelände für die Frankenthaler Katastrophenschutz- und Rettungsdienstverbände herzurichten. Mit Zuschüssen der Landesregierung in Höhe von 3,5 Millionen € wurden in den Folgejahren fast alle ehemaligen Schlachthofgebäude saniert, während einige Garagen und ein kleines Nebengebäude abgerissen wurden.
Zuerst bezog der ASB das ehemalige Direktorengebäude. Danach wurde der DAV auf dem Gelände in einem neu erbauten Kletterzentrum angesiedelt. Das ehemalige Verwaltungsgebäude und die Schlachthalle sind seit April 2007 die Unterkunft der Malteser. Die DLRG zog im Mai 2007 im wieder hergerichteten Großviehstall mit einer 400 m² großen Nutzfläche ein, das DRK nutzt den 370 m² großen ehemaligen Schweinestall, in dem sich zuvor Garagen für den Städtischen Betriebshof befunden hatten. Zuletzt folgte der Einzug der Frankenthaler Tafel, die in den ehemaligen Büro- und Lagerräumen des Kühlhauses untergebracht wurde, wo auch das Erkenbert-Museum ein Lager unterhält.
Seit dem Abschluss dieses Konversionsprojekts wird das Gelände nun offiziell Zentrum Alter Schlachthof genannt. Der Begriff hat sich im allgemeinen Sprachgebrauch bislang nicht durchgesetzt.

Fotos
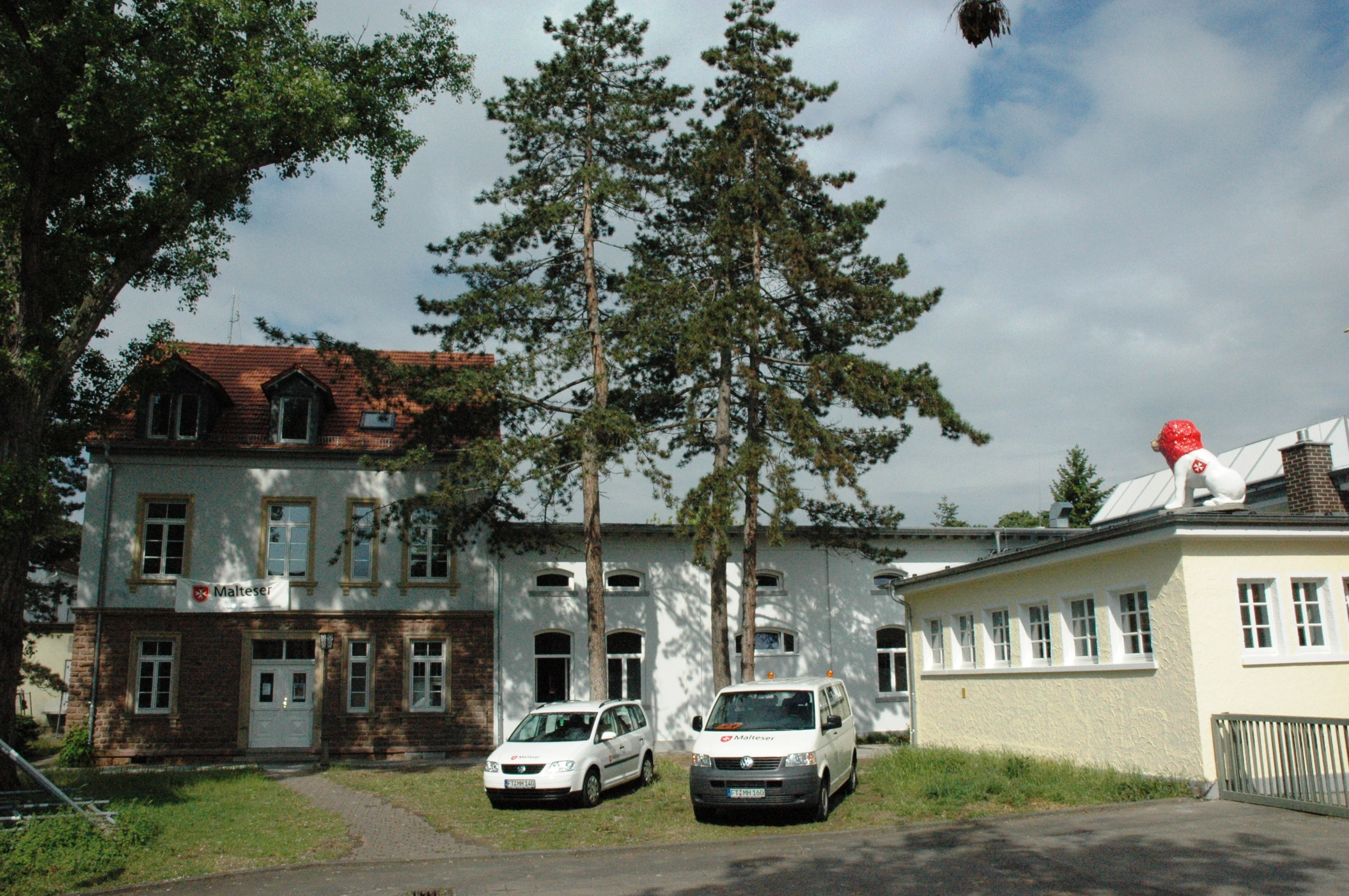
Ehemaliges Verwaltungsgebäude (April 2007)
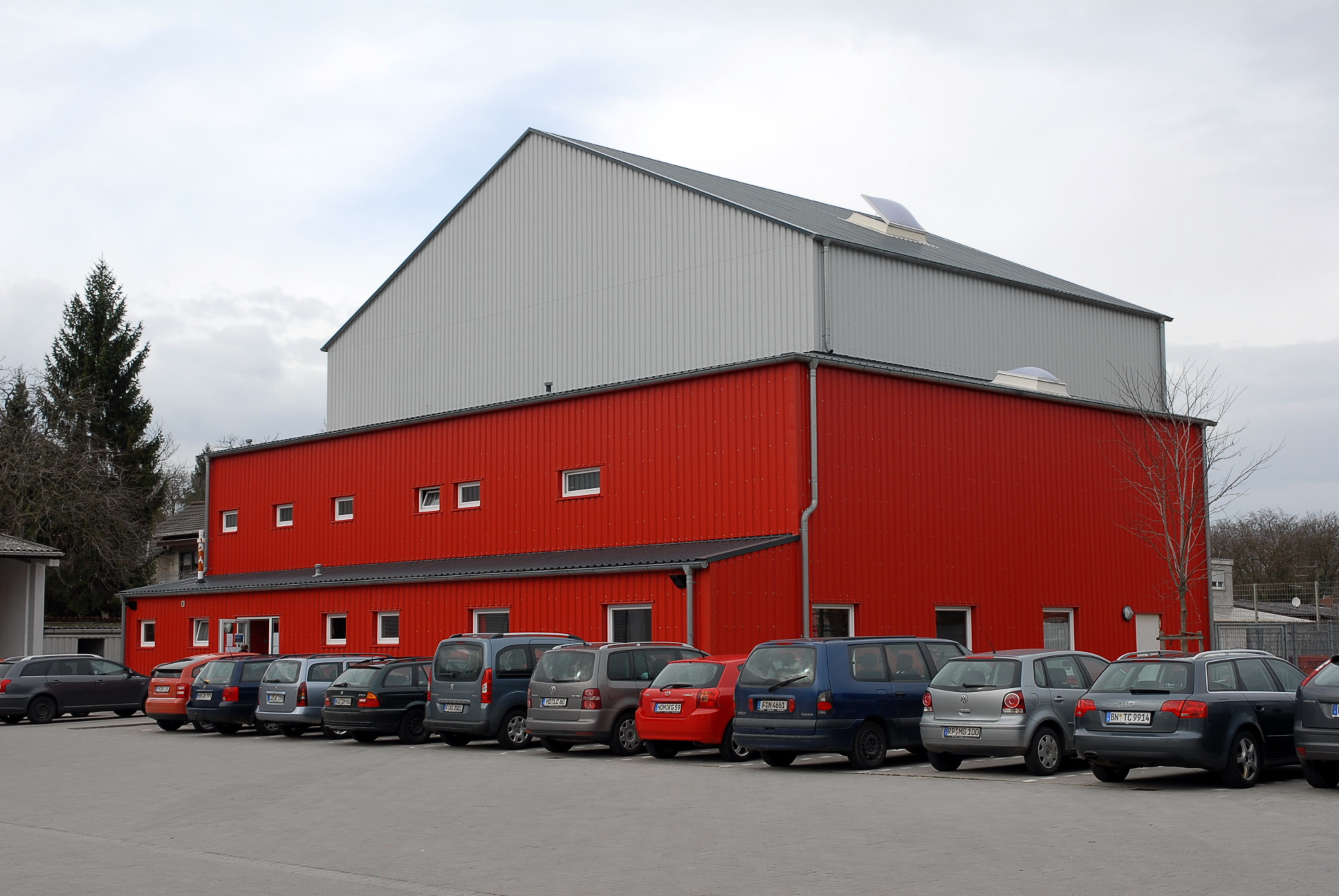
Kletterhalle des DAV
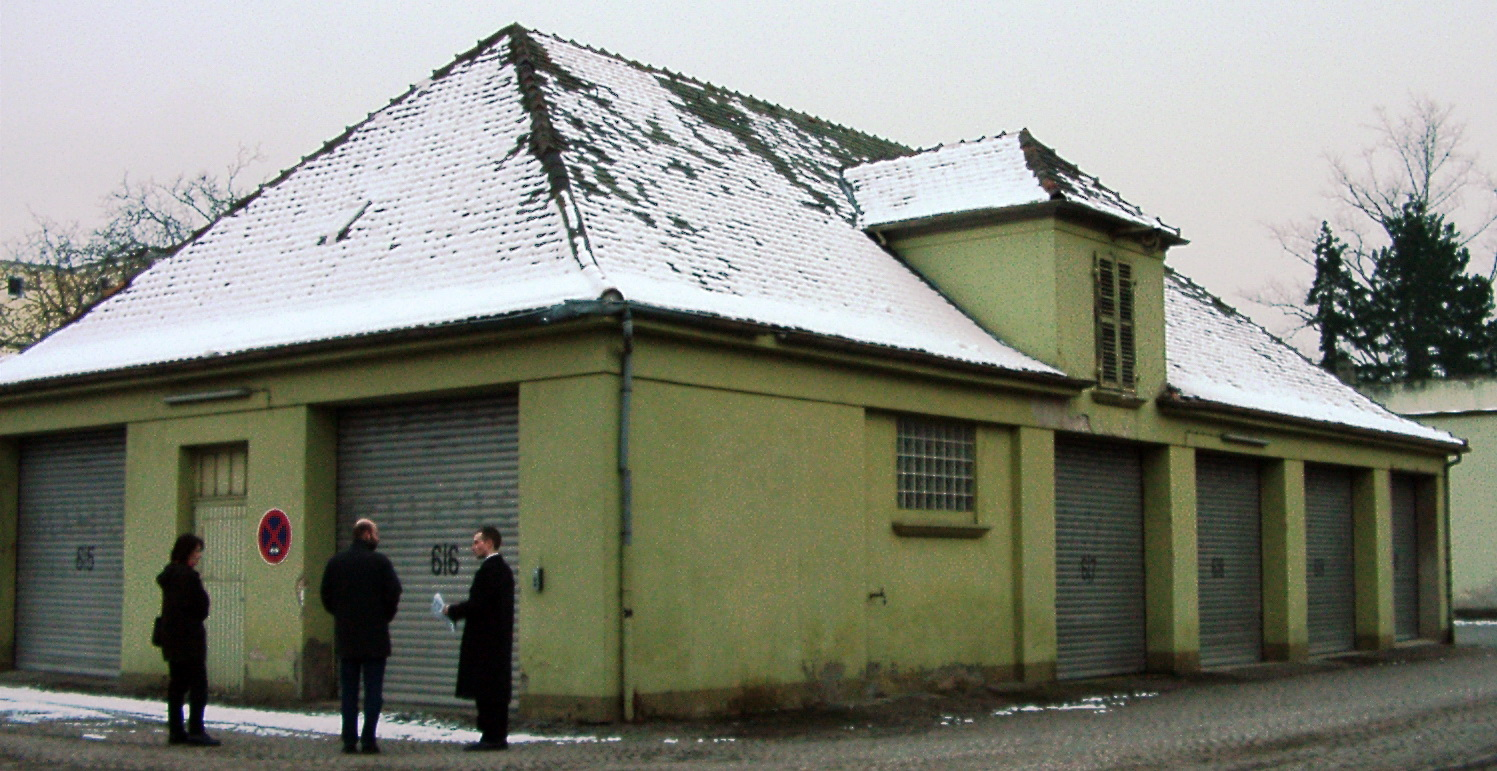
Ehemaliger Schweinestall vor der Sanierung (Februar 2005) …
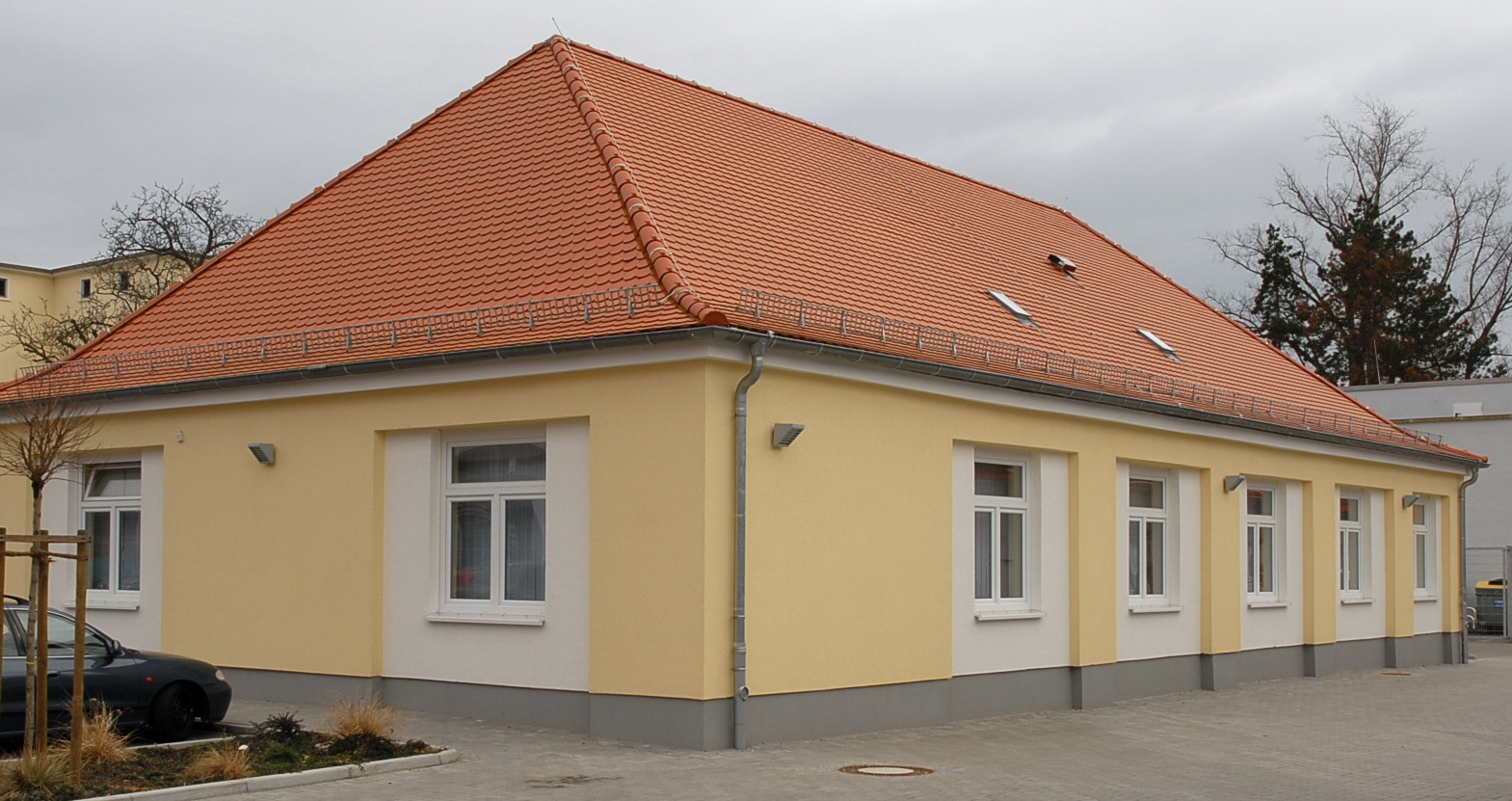
… und nach der Sanierung